# Mojak Lehoko
Mojakisane 'Mojak' Lehoko es un actor, comediante y guionista sudafricano.

## Biografía
Lehoko nació y creció en Johannesburgo, Sudáfrica.

## Carrera profesional
En 2009, debutó como comediante en Cool Runnings en Melville y sus espectáculos se han presentado en el Festival de Arte de Ghramstown. Cool Runnings es el club de comedia más antiguo de Sudáfrica, también conocido como 'The Underground'. De igual manera, se ha presentado en distintos clubes de comedia sudafricanos, como 'Parker's Comedy & Jive' (Johannesburgo), 'Tings & Times' (Pretoria), 'Zula' (Cape Town) y 'Jou Ma Se Comedy Club' (Ciudad del Cabo).
Fue nominado para un premio Comic's Choice por el programa de televisión Late Nite News con Loyiso Gola, por el cual también fue nominado para un Emmy internacional. Además, fue nominado en la categoría debutante en los Comics Choice.
Produjo las series de televisión: The Real Jozi A-Listers, Ekasi stories y la comedia de situación Abomzala transmitida por SABC. Como comediante de stand-up, organizó el espectáculo en solitario How Did I Get Here. Luego realizó la serie de televisión The Bantu Hour, nominada al Premio de Cine y Televisión de Sudáfrica (SAFTA). En 2017, fue nominado a varios premios Comics Choice Awards y ganó el Comics Pen Award al mejor escritor. En televisión, trabajó como presentador de programas como Newsish y Woza Kleva. Luego apareció en el programa de comedia As a People emitido en Comedy Central y debutó en cine con la película Wonderboy For President dirigida por John Barker.
En agosto de 2020, se unió al reparto de la película Solterísima, estrenada el 31 de julio en Netflix, con un papel secundario.